# Departamentul Bolívar
Bolívar este un departament al Columbiei cu reședință în Cartagena de Indias. Are o populație de 1.860.445 de locuitori și suprafață de 25.978 km². Numele său provine de la fostul stat al Statelor Unite ale Columbiei.